# کولتر (آیووا)
کولتر (به انگلیسی: Coulter) شهری در ایالت آیووا کشور ایالات متحده آمریکا است که جمعیت آن در سرشماری سال ۲۰۱۰ میلادی، ۲۸۱ نفر بوده‌است.